# Hallain Paluku
Hallain Paluku (né le 9 juillet 1977) est un auteur de bande dessinée congolais.

## Biographie
Hallain Paluku est né à Kinshasa en 1977. Son père est originaire du Kivu.
Il étudie le dessin à l'Académie des Beaux-Arts de Kinshasa avant de partir à Bruxelles en 2002. Il vit aujourd'hui à Kinshasa.
En 1999, il invente le personnage de femme ronde mais sans visage de Missy qui sera publiée en album en 2006 à La Boîte à bulles avec un scénario de Benoît Rivière et mis en couleur par Svart.
En octobre 2008, il réalise Bana Boul, le premier dessin animé en 2D et en lingala.

## Œuvres

### Parutions dans la presse
- Le Dictateur
- L'Auto-buteur

### Albums
- Missy (2006) aux éditions La Boîte à bulles (avec Benoit Rivière et Svart)[3].
- Rugbill (2007) aux éditions Carabas.
- Mes 18 ans, parlons-en ! (2009) aux éditions Joker éditions.